# 转运

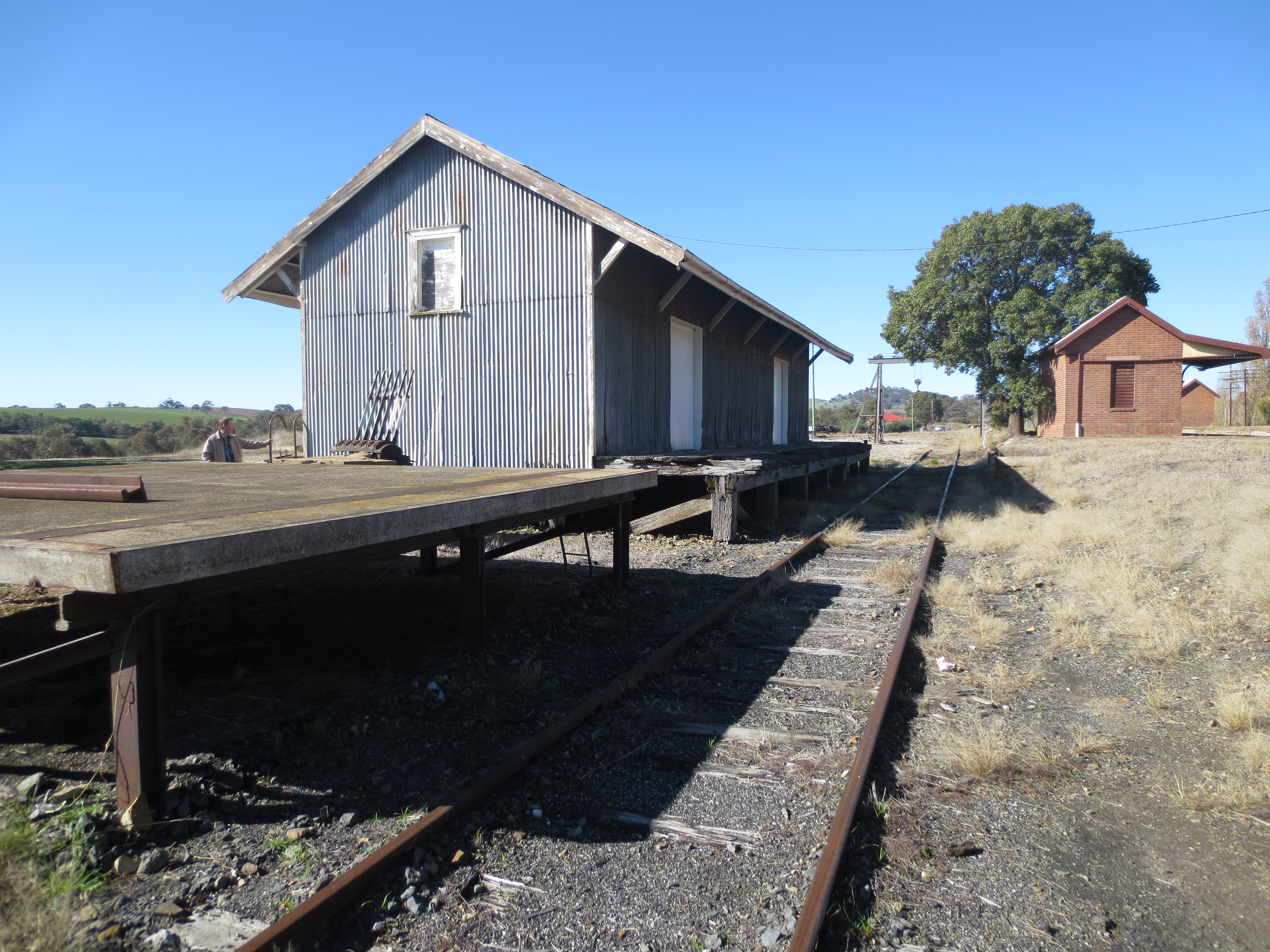
一個已廢棄的小型轉運站和倉庫，這裡是鐵路和公路運輸的交接處 (攝於2016年)

转运是将货物或集装箱运送到一个中间目的地，然后再运送到另一个目的地。转运是完全合法的，并且是世界贸易的日常活動。
转运的一个可能原因是在運輸過程中改变了运输工具（例如从航运改为道路運輸）。另一个原因是将小件货物運送到某地後在當地將這些小件货物合并成大件货物或者是相反過程，即将大件货物拆分成小件货物。转运通常在轉運站或轉運中心內運作。